# Schloss Rauberweiherhaus

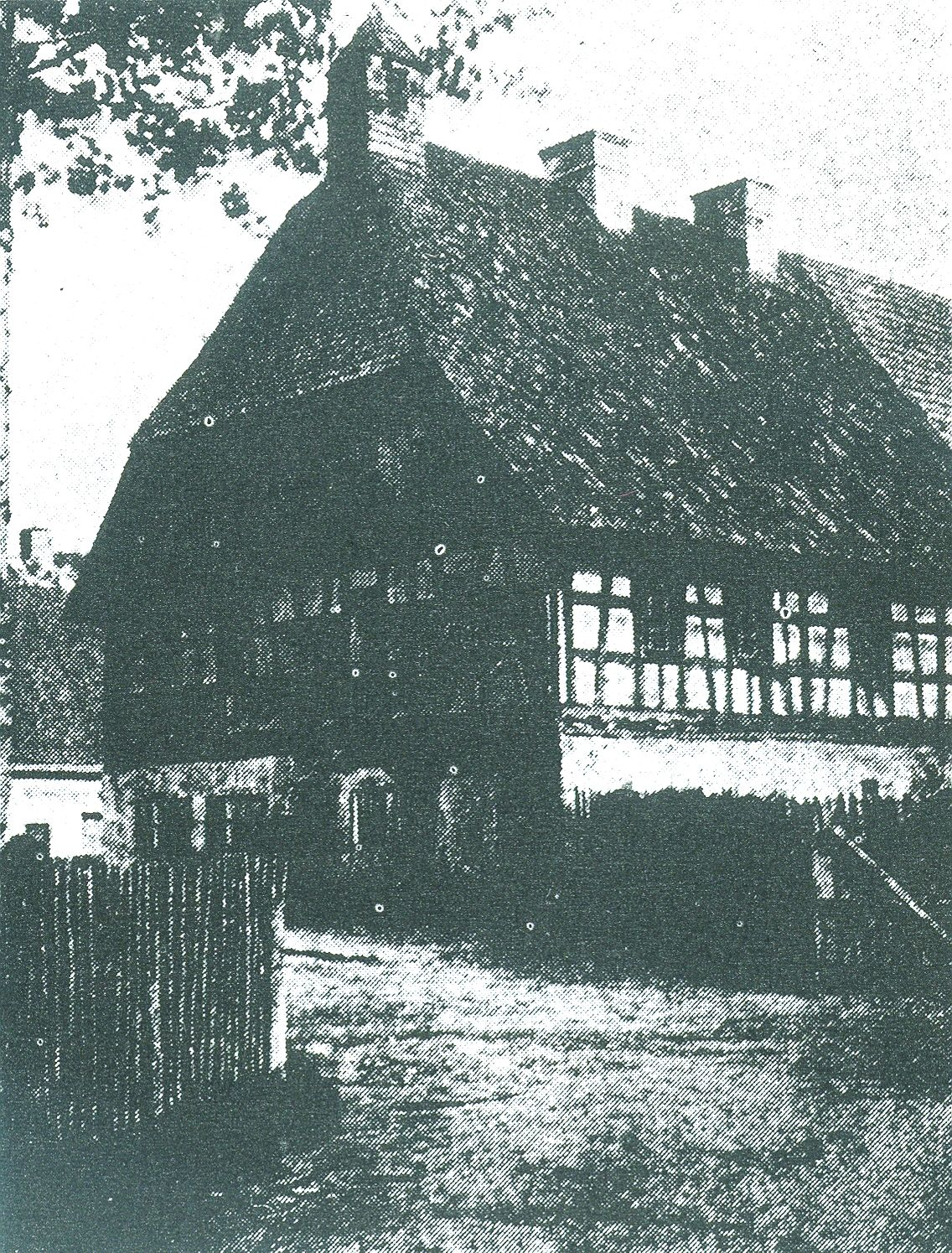
Schloss Rauberweiherhaus um 1906

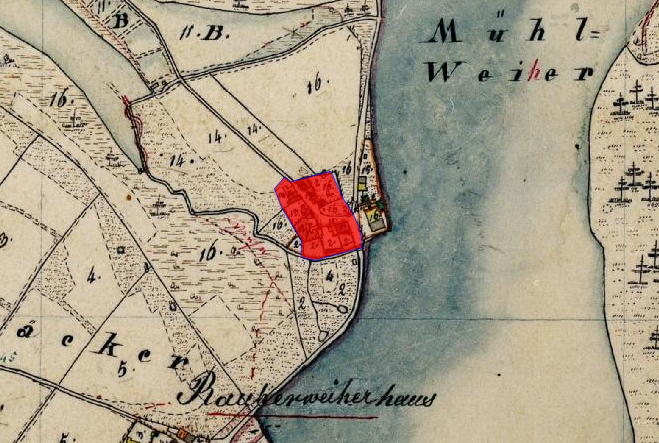
Lageplan von Schloss Rauberweiherhaus auf dem Urkataster von Bayern

Das abgegangene Schloss Rauberweiherhaus lag im gleichnamigen Ortsteil der oberpfälzischen Gemeinde Wackersdorf im Landkreis Schwandorf von Bayern. Die Anlage wird als Bodendenkmal unter der Aktennummer D-3-6638-0163 im Bayernatlas als „frühneuzeitliche Wüstung "Rauberweiherhaus"“ geführt. Ebenso ist sie unter der Aktennummer D-3-76-175-4 als ehemaliges und denkmalgeschütztes Baudenkmal von Wackersdorf verzeichnet.

## Geschichte
Das Rauberweiherhaus gehörte ursprünglich dem Kloster Sankt Clara in Regensburg. Das damals verfallene Wohnhaus hat Bartholomäus Sechser, Taxölderner Forstmeister und Pfleger zu Bruck in der Oberpfalz, am 20. Januar 1705 von dem Kloster erworben. Dieser war zuvor finanziell bei der Wiedererrichtung der durch Hochwasser zerstörten Warbrucker-, Weixelbrunner- und Hammerweiher behilflich, aber diese Weiher waren nach dem Wiederaufbau an den Staat gefallen, und so konnte Sechser aus seiner Investition keinen Nutzen ziehen. Zur Begleichung seiner Forderung beantragte er die Landsassenfreiheit für sein Haus und die Ausübung des hohen Wildbanns. Am 8. Juli 1708 entschied die kaiserliche Regierungsadministration, dass die Forderungen des Bartholomäus Sechser rechtmäßig seien und er die Landsassenfreiheit auf dem Rauberweiherhaus samt seinen Pertinenzen erhalte.
Gegen diese Zugeständnisse erhob der Rötzer Oberforstmeister Max von Schlichting Einwände, da durch das hohe Jagdrecht dem landesfürstlichen Wildpretbestand erheblicher Schaden zugefügt werden könne. Der Fronberger Gutsbesitzer Wilhelm Franz von Spiering wollte hingegen verhindern, dass bestimmte Gründe (es handelte sich speziell um den Oelsenhof, der angeblich beim Kauf nicht vom Kloster St. Klara an den Sechser gekommen sei), die er in seinem Eigentum wähnte, als Bestandteile des Rauberweihergutes gewertet werden. Diese Divergenzen zogen sich ohne Lösung bis 1717 hin.
Sechser hatte 1710 die Erlaubnis zum Bau einer Mühle und einer Schneidsäge auf dem Rauberweihergut bekommen und wurde am 19. August 1712 in den Adelsstand erhoben. Diese Privilegien wurden dem Sechser nochmals am 8. Mai 1717 bestätigt. Dem Streit mit dem Spierling wollte Sechser damit lösen, dass er ihm das Gut Rauberweiherhof verkaufen wollte. Allerdings lehnte der Geheime Rat zu München diesen Eventualverkauf ab, da des Sechsers Vetter, Simon Sechser, das Einstandsrecht auf dem Rauberweiherhof gegenüber dem Spierling beanspruchte und ihm als nächsten Verwandten des Bartholomäus der Vorrang gebühre. In der Tat wurde ihm Recht gegeben, wobei aus einer Stellungnahme der kurfürstlichen Rentkammer zu Amberg vor allem die Befürchtung eine Rolle spielte, durch einen Verkauf an Spierling würde dieses grenznahe Gebiet nach Pfalz-Neuburg gezogen werden. Noch 1732 versteifte sich die kurfürstliche Regierung auf die 1717 zugunsten des Simon Sechsers getroffene Entscheidung. Dann hatten sich die Probleme Großteils gelöst, da sowohl Bartholomäus Sechser († 1721) wie auch Simon Sechser und Wilhelm von Spiering verstorben waren. Dessen Ansprüche vertrat aber weiterhin sein Sohn Karl Wilhelm. Simon Sechser war allerdings bereits 1722 auf Rauberweiherhaus immatrikuliert worden. Sein Nachfolger wurde Salomon Joseph Sechser; dieser veräußerte Rauberweiherhof um 1731 an Max Philipp von Wildenau. Zwei Jahre später gelangte das Gut an Karl Sigmund Graf von Aufseß, der am 28. März 1733 die Landsassenpflicht ablegte. Nach der Familie Aufseß folgten 1765 die Muracher auf Rauberweiherhaus.
Die Ansprüche der zahlreichen murachschen Erben konnte Karl von Murach 1792/93 auf sich vereinen, so dass er am 10. Juni 1793 die Landsassenpflicht ablegen konnte. Am 31. Januar 1794 veräußerte Karl von Murach Rauberweiherhaus an Max von Holnstein, der im Juli des gleichen Jahres hier immatrikuliert wurde.
1809 war hier ein Patrimonialgericht II. Klasse des Max Graf von Holnstein ausgewiesen. Nach rechtlichen Auseinandersetzungen wurde ihm dieses 1830 streitig gemacht. Theodor Graf von Holnstein verzichtete am 16. Dezember 1832 auf seine Jurisdiktionsrechte, behielt sich aber die Ausübung der örtlichen Polizei sowie der Jagd- und Forstpolizei vor. Das Patrimonialgericht Rauberweiherhof wurde am 26. Oktober 1848 an den Staat extradiert.

## Baulichkeit Rauberweiherhaus
Das ehemalige Schlösschen war zu Beginn des 20. Jahrhunderts ein einsam an einem Weiher gelegenes Wirtshaus mit einer Mühle. Das Erdgeschoss bestand aus Stein, das Obergeschoss aus Fachwerk. Bedeckt wurde es mit einem mächtigen Walmdach. Auf der Wetterfahne waren die Jahreszahl „1712“ und die Buchstaben „BS“ (= Bartholomäus Sechser) zu sehen.
Das Gebäude wurde in den achtziger Jahren von der Bayerischen Braunkohlen Industrie A. G. (BBI) - das zwischen 1906 und 1982 den Abbau der Oberpfälzer Braunkohle (zweitgrößtes Braunkohlerevier der BRD nach dem Rheinischen) betrieb - an den Bezirk Oberpfalz für zehn D-Mark verkauft, abgebaut und im Freilandmuseum Oberpfalz (Neusath-Perschen) wieder aufgebaut.